# كينو (فرقة)
كينو (بالروسية: Кино́، التي تعني حرفياً سينما أو فيلم) فرقة روك سوفيتية تشكلت في لينينغراد في 1982. شارك في تأسيس الفرقة وترأسها فيكتور تسوي، الذي ألف ألحان وكلمات كل أغاني الفرقة تقريباً. وعلى مدار ثمان سنوات، أصدرت الفرقة أكثر من 90 أغنية موزعة على سبعة ألبومات مُسجلة، بالإضافة إلى إصدار بعض المؤلفات والألبومات الحية. كما انتشرت موسيقى الفرقة على نطاق واسع في شكل تسجيلات مسروقة. وقد توفي فيكتور تسوي في حادث سير في 1990. عقب وفاته بوقت قصير، انهارت الفرقة بعد إصدار ألبومها الأخير، المكون من أغاني كان تسوي وأعضاء الفرقة يعملون عليها خلال الأشهر التي سبقت وفاته.

## تاريخها

### السنوات المبكرة
شكلّ أعضاء فرقتين سابقتين من لينينغراد (سانت بطرسبرغ حالياً) فرقة كينو في 1981، فرقة بالاتا رقم 6 وبيليغريمي. أطلقوا على أنفسهم في البداية اسم (غارين إي غيبربولويدي، Гарин и Гиперболоиды) على اسم رواية أليكسي تولستوي «آشعة غارين القاتلة». وقد ضمت الفرقة كلاً من؛ فيكتور تسوي، عازف الجيتار أليكسي ريبين وقارع الطبول أوليغ فالينسكي. وقد بدأوا في التمرين، إلا أن فالينسكي استُبعد من الفرقة واضطر إلى مغادرتها. في ربيع 1982، بدأوا في تقديم عروضهم في نادي لينينغراد للروك حيث التقوا مع الموسيقار بوريس جريبنشيكوف مُلهم موسيقى الأندرغراوند. في ذلك الوقت، غيروا اسم الفرقة في النهاية إلى كينو. وقع الاختيار على هذا الاسم كونه قصيراً و«مركباً»، مما جعل أعضاء الفرقة يفخرون باحتوائه مقطعين فقط وكان من السهل نطقه من قبل المتحدثين في كل أنحاء العالم. زعمّ تسوي وريبين لاحقاً أنهما قد حصلا على فكرة الاسم نفسه بعد أن شاهدا لافتة سينما ساطعة.

### ألبوم 45 وبداية عملها المهني (1982)
أصدرت كينو ألبومهم الأول، 45، في 1982. ونظراً لأن الفرقة ضمت عضوين فقط، اقترح جريبنشيكوف مساعدة أعضاء فرقته آكفاريوم (Аквариум) لكينو في تسجيل الألبوم. ومن ضمن هؤلاء عازف التشيلو فسيفولود جاكل، عازف الفلوت أندريه رومانوف وعازف الجيتار ميخائيل فاينشتاين فاسيليف. وبما أنه لم يكن هناك قارع طبول، استخدموا آلة طبول عوضاً عن ذلك. جعل هذا التأليف البسيط من الألبوم يبدو حيوياً وساطعاً. لكن غنائياً، كان يشبه نمط موسيقى الشاعر السوفيتية السابقة بسبب رومانسية حياة المدينة واستخدام اللغة الشعرية. تألف الألبوم من ثلاث عشر أغنية وسُميّ 45 في إشارة إلى طوله. كانت شهرة الفرقة محدودة إلى حد ما في ذلك الوقت، لذلك لم يُحقق الألبوم نجاحاً كبيراً، ذكر تسوي لاحقًا أن الألبوم أُخرج بشكل ردئ وأنه توجب عليه أن يسجله بطريقة مختلفة.

### ما بين (أواخر 1982-1984)
حاول أعضاء كينو تسجيل ألبوم ثانٍ في أواخر 1982، في استوديو مسرح مالي دراما، منضم إليهم قارع الطبول فاليري كيريلوف (الذي انضم لاحقاً إلى فرقة زوو-بارك) ومهندس الصوت أندرو كوسكوف. مع ذلك، فقد تسوي شغفه بالمشروع وأوقف التسجيل. في شتاء 1983، قدموا العديد من العروض في لينينغراد وموسكو وفي بعض الأحيان كان يرافقهم قارع الطبول بيتر تروشينكوف من فرقة آكفاريوم. وقد استعيض عن ريبين بعازف الجيتار مكسيم كولوسوف، ثم عازف الجيتار يوري كاسباريان. في نظر جريبينشيكوف، كان كاسباريان لاعب جيتار متواضع في البداية، لكنه سرعان ما تقدم أدائه وأصبح في نهاية المطاف ثان أهم عضو في كينو. وبانضمام كولوسوف وكاسباريان، قدمت كينو حفلها الثاني في نادي لينينغراد للروك.
قُسمّت مسؤوليات الفرقة بالتساوي بين تسوي وريبين. كانت مسؤولية المحتوى الإبداعي من نصيب تسوي، كعزف الألحان وكتابة الأغاني، بينما تولى ريبين جميع الأعمال الإدارية، مثل تنظيم الحفلات الموسيقية، البروفات وجلسات التسجيل. في مارس 1983، تفجر صراع كبير بينهما، كان ذروة لاختلافات متعددة بين الموسيقيّين. انزعج تسوي بشكل خاص من أداء ريبين لأغانيه، بدلاً من كتابة أغانيه الخاصة، بينما لم يرق لريبين قيادة تسوي المطلقة للفرقة. وفي النهاية، تجنب الاثنان الحديث سوياً ورحل ريبين عن الفرقة.
كان التسجيل الصوتي الوحيد من هذه الفترة عبارة عن شريط مهرب سُميّ 46، الذي تضمن عروضاً تجريبية لأغاني جديدة غناها تسوي. واصلت هذه الأغاني رومانسية ألبوم 45، لكنها احتوت أيضا مسحات أكثر قتامة. جاء رفض تسوي لتسجيله باعتباره «مجرد شريط بروفة»، لكن العديد من المعجبين اعتبروه التسجيل الثاني لكينو. ومع ذلك، لم تعترف به الفرقة كألبوم قانوني لها نهائياً.

### ألبوم ناتشلنيك كامتشاتكي والشهرة المتنامية (1984-1985)
أصدر أعضاء كينو ألبومهم الثاني في 1984، ناتشلنيك كامتشاتكي (بالروسية: Начальник Камчатки) استلهم عنوان الألبوم من وظيفة تسوي كعامل في مصنع غلايات (تعني كلمة «ناتشلنيك» زعيم أو رئيس، بينما «كامتشاتكا» كلمة عامية تشير إلى مكان بعيد جداً - ولكنها أيضاً اسم شعبي لمصنع الغلايات الذي كان يعمل فيه تسوي، حالياً متحفه)، كذلك إشارة إلى الفيلم السوفيتي الكوميدي ناتشالنيك تشوكوتكي (بالروسية: Начальник Чукотки، زعيم تشوكوتكا) الصادر في 1967. وللمرة الثانية، خدم جريبينشيكوف كمنتج كما أحضر العديد من أصدقائه للمساعدة في تسجيل الألبوم. كان من بينهم ألكساندر تيتوف (عازف جيتار البيس)، سيرجي كوريوخين (على مفاتيح الأرغن)، بيتر تروشينكوف (قارع الطبول)، فسيفولود جاكل (عازف التشيلو)، إيجور بوتمان (عازف الساكس) وأندرو رادتشينكو (قارع طبول أيضاً). عزف جريبينشيكوف بنفسه على مفاتيح آله موسيقية صغيرة. كان أسلوب الألبوم تقليلياً، بتجهيزات محدودة وباستخدام تأثيرات تشويشية على جيتار كاسباريان. قال تسوي لاحقاً «كان صوت وشكل الألبوم إلكترونياً وتجريبياً إلى حد ما. لا أستطيع القول أن نمط الصوت والأسلوب قد خرج بالطريقة التي رغبنا في رؤيتها، لكن من وجهة النظر التجريبية، بدا الأمر مشوقاً».
شكل تسوي القسم الإلكتروني للفرقة، بعد الانتهاء من الألبوم، الذي تضمن كاسباريان كعازف الجيتار الرئيسي، تيتوف على جيتار البيس وغوريانوف لضبط الإيقاع. بدأت الفرقة في التدرب بنشاط على برنامج جديد للحفلات الموسيقية في مايو 1984. قدمت كينو بعد ذلك أغانيها في المهرجان الثاني لنادي لينينغراد للروك، حيث نالت استحساناً كبيراً وبدأت في اكتساب الشهرة. سرعان ما ذاع صيت الفرقة وبدأت جولة غنائية في الاتحاد السوفيتي. في الصيف، شاركوا في عروض مشتركة نالت استحسان النقاد مع آكفاريوم وغيرها من الفرق الموسيقية، التي أقيمت في ضاحية نيكولينا جورا بموسكو تحت إشراف دقيق من قوات أمن الدولة.

### ألبوم نوتشي وشهرة الفرقة على الصعيد المحلي (1985-1986)
حاولت كينو تسجيل ألبوم آخر في أوائل 1985، لكن تسوي الذي لم يعجبه تدخل المنتج أندرو تروبيلو في عمله، ترك المشروع غير مكتمل.
كان ألكساندر تيتوف عضواً في أكفاريوم كما كان عضواً في كينو وفي نوفمبر 1985، قرر مغادرة كينو لصالح الفرقة الأخرى. وحل محله عازف الجاز إيغور تيخوميروف، الذي أكمل تشكيلة الفريق الكلاسيكي للفرقة الذي ظل قائماً حتى نهايتها.
أصدر أندرو تروبيلو التسجيل غير المكتمل الذي سجلته الفرقة في يناير 1986، في الاستوديو الخاص به قبل بضعة أشهر. وقد بيع من الألبوم الذي حمل اسم نوتشي (بالروسية: Ночь، الليل) نحو مليوني نسخة، مما جعل شهرة الفرقة تتعدى نطاق جمهور موسيقى الروك. ومع ذلك، كان للفرقة نظرة سلبية للغاية للألبوم المطروح. فقد تلقوا القليل من المال من مبيعات الألبوم، كما انتقدته أيضاً الصحافة المهتمة بموسيقى أندرجراوند روك.
قدمت الفرقة عروضها في مهرجان نادي الروك الرابع خلال فصل الربيع، حيث حصلت أغنيتهم «من الآن فصاعداُ، سنتولى الأمر» (بالروسية: Дальше действовать будем мы) على الجائزة الكبرى. وفي الصيف، سافروا إلى كييف للمشاركة في فيلم من إخراج سيرجي ليسينكو. في يوليو، قاموا بالأداء في قصر ثقافة موسكو مع فرقتي أكفاريوم وأليسا. بعد ذلك، أصدرت الفرق الثلاثة مجموعة غنائية اسمها الموجة الحمراء. باع الألبوم 10,000 نسخة في كاليفورنيا، ليصبح أول إصدار لموسيقى الروك السوفيتية في الغرب.

### ألبوم غروبا كروڤي وإشادة النقاد (1986-1988)
بدأ تسوي التمثيل في المزيد من الأفلام من 1986 إلى 1988، كما استمر في كتابة الأغاني لكينو. وقد جعل فيلم الإبرة (Игла، إيغلا)، الذي لعب فيه تسوي دور البطولة، الفرقة أكثر شهرة، كما جعلهم ألبومهم في 1988 غروبا كروڤي (فصيلة الدم) في قمة شعبيتهم. كان كاسباريان قد تزوج من الأمريكية جوانا ستينغراي، التي أحضرت للفرقة معدات عالية الجودة من الخارج. وبالتالي، فإن المعدات التقنية التي استخدمتها كينو في هذا الألبوم كانت أكثر تقدماً من المعدات التي تمكنوا من الحصول عليها في ألبوماتهم السابقة وكان أول ألبوم تقني لهم على قدم المساواة مع الألبومات الأوروبية والأمريكية. وقد وصف الصحفي الروسي ألكساندر تشيتنسكي ألبوم غروبا كروڤي بأنه واحد من أفضل أعمال الموسيقى الروسية وأنه رفع موسيقى الروك الروسية إلى مستوى جديد. لاقى الألبوم الاستحسان أيضاً في الغرب، حيث أصدرته تسجيلات كابيتول في 1989 وأشاد به الناقد الأمريكي روبرت كريستاو. كما أصدرت تسجيلات ميلوديا ألبوم نوتشي على قرص فونوغراف في 1988.
ظهرت كينو على التلفزيون الرسمي في الاتحاد السوفيتي وفي فيلم أسا (Асса)، فيلم لعام 1987 يبرز موسيقى الروك الروسية، حيث ظهر تسوي مؤدياً أغنية «ختشو بيرمن!» (أريد تغييراً!) أمام حشد من آلاف المتفرجين. بعد ذلك، اكتسحت شعبية كينو البلاد واستولت موسيقاهم على عقول الشباب السوفيتي في الثمانينات.

### ألبوم زفيزدا با إيمني سونتسه والشهرة العالمية (1989-1990)
بعد فترة وجيزة من اكتساب الشهرة المحلية، بدأت كينو تتلقى دعوات لتقديم أغانيها من جميع أنحاء الكتلة الشرقية وحتى من بعض الدول الأجنبية. حيث شارك أعضاء الفرقة في مسابقة خيرية في الدنمارك لجمع الأموال للتخفيف من الزلزال الذي وقع في أرمينيا وشاركوا في أكبر مهرجان فرنسي لموسيقى الروك في بورج وفي المهرجان السوفيتي الإيطالي مجدداً في الاتحاد السوفيتي وفي ملبينيانو. وفي 1989، سافروا إلى نيويورك حيث نظموا العرض الأول لفيلم الإبرة وكذلك حفل موسيقي صغير.
أطلقوا ألبوم زفيزدا با إيمني سونتسه (بالروسية: Звезда по имени Солнце، نجم اسمه الشمس) في 1989، الذي كان باعثاً على الوحدة، عميقاً وحزيناً على الرغم من الشهرة التي كانت تتمتع بها الفرقة. ظهرت كينو على البرنامج التليفزيوني السوفيتي الشهير ڤزيغلاد وحاولت تسجيل عدة مقاطع فيديو غنائية. وبينما لم يكن تسوي راضياً عنها وأصر على إزالتها، إلا أنها عُرضّت كثيراً على شاشة التلفزيون.
في هذا الوقت تقريباً، قررت الفرقة تشكيل فرقة بوب منفصلة لأداء أغانيها الأكثر بهجة لموازنة أغاني البوب التي ساعدتهم على كسب شعبية مع تأملات تسوي العميقة.
أدت كينو أغانيها في استاد لوجنيكي في 1990، حيث أضاء المنظمون الشعلة الأولمبية، التي أضيئت أربع مرات فقط من قبل (في أولمبياد موسكو 1980، المهرجان العالمي للشباب والطلاب في 1985، ألعاب النوايا الحسنة في 1986 ومهرجان موسكو الدولي للسلام 1989.)

### ألبوم تشرني ونهاية كينو (1990-حالياً)
قررت الفرقة أخذ استراحة قصيرة قبل تسجيل ألبوم في فرنسا في يونيو 1990، بعد الانتهاء من جولة موسمية مطولة. إلا أنه في 15 أغسطس، مات تسوي في حادث سيارة بالقرب من ريغا أثناء عودته من رحلة صيد.
قبل وفاة تسوي، كانت الفرقة قد سجلت العديد من الأغاني في لاتفيا وقد أكمل باقي أعضاء كينو الألبوم تكريماً له. على الرغم من عدم وجود مسمى رسمي، فإنه غالباً ما يطلق عليه اسم تشرني ألبوم (بالروسية: Черный Альбом، الألبوم الأسود) في إشارة إلى غلافه الأسود بالكامل. الذي صدر في ديسمبر 1990. وبعد فترة وجيزة، عقد أعضاء كينو وغيرهم من المقربين من تسوي مؤتمراً صحفياً أعلنوا فيه نهاية الفرقة.
التقت الفرقة مجدداً لفترة وجيزة في 2012، في ذكرى ميلاد تسوي الخمسين، لتسجيل أغنية «أتامان»، التي كان من المفترض أن تظهر في ألبوم تشرني. إلا أنها لم تظهر عند إصداره لأن التسجيل الوحيد الموجود للأغنية كان يحتوي فقط على صوت ردئ. كان ذلك بمثابة الإصدار النهائي للفرقة والأغنية الأخيرة التي ظهر فيها جورجي جوريانوف قبيل وفاته في 20 يوليو 2013، بسبب مضاعفات التهاب الكبد الوبائي، سرطان الكبد والبنكرياس، في سن 52.

## أسلوبها
كتب فيكتور تسوي جميع أغاني الفرقة. التي تتميز كلماتها بالبساطة الشعرية. كانت أفكار الحرية حاضرة (إحدى الأغاني سميت «الفوضى الأم»)، لكن عامةً، لم تكن رسالة الفرقة للجمهور سياسية بشكل مفرط أو علني، باستثناء تكرار موضوع الحرية. ركزت أغانيهم بشكل كبير على كفاح الإنسان في الحياة وتناول موضوعات شاملة مثل الحب والحرب والسعي لتحقيق الحرية. شملت مفردات كينو عناصر الحياة اليومية أيضاً (مثل، هناك أغنية عن إلكتريتشكا، قطار ركاب يستقله العديد من سكان الضواحي يومياً). وعندما سئل تسوي عن المواضيع الاجتماعية والسياسية لموسيقاه، قال إن أغانيه كانت أعمالاً فنية ولم يرغب في الانخراط في الكتابة الصحافة.

## إرثها

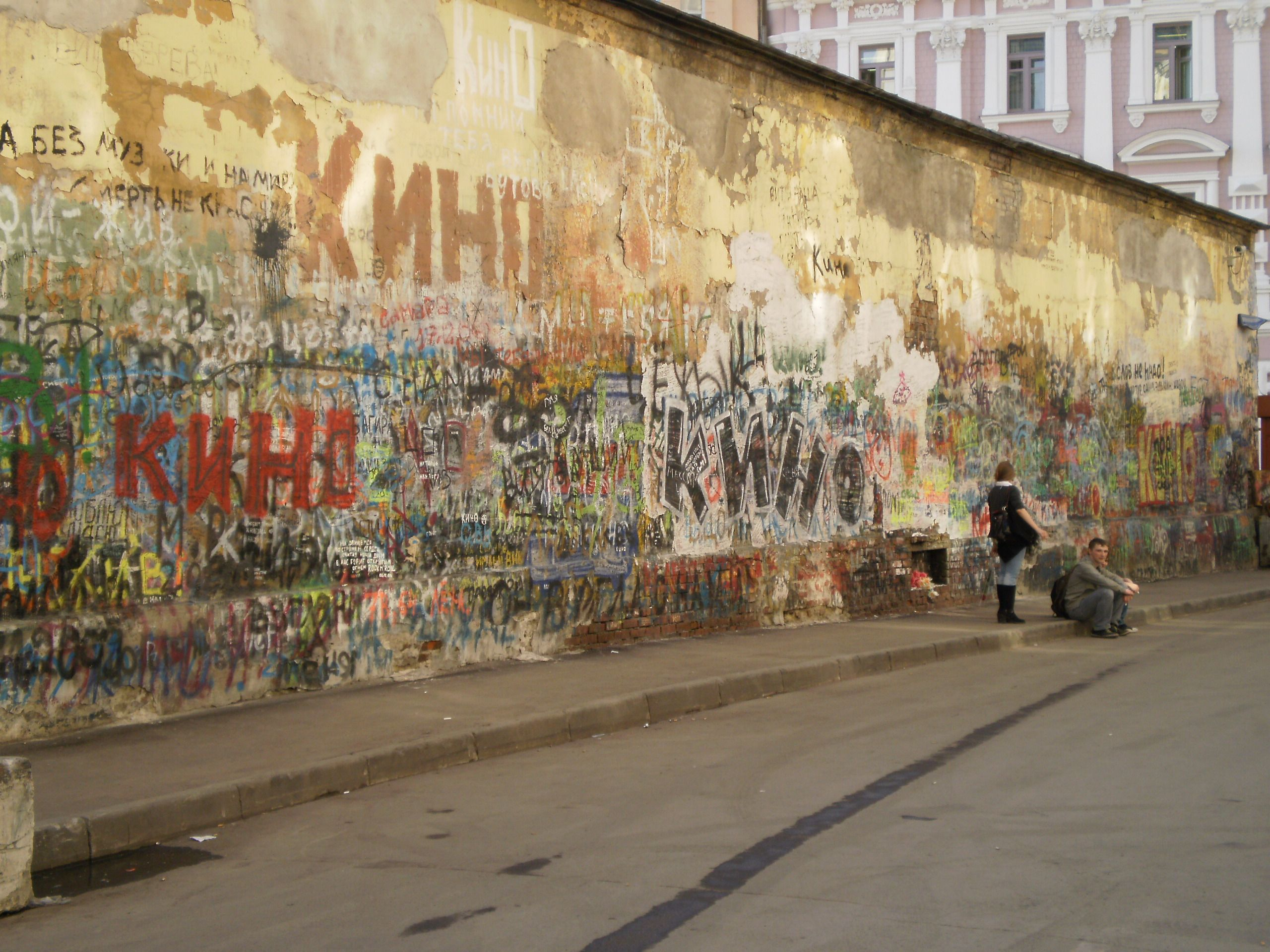
جدار تسوي وقد غطي برسائل من جمهور كينو.

باعتبارها واحدة من أولى فرق الروك الروسية، أثرت كينو بشكل كبير على الفرق اللاحقة. في 31 ديسمبر 1999، أعلنت محطة ناش رديو الإذاعية الروسية عن أفضل 100 أغنية روسية في القرن العشرين بناءً على تصويت المستمعين. كان لدى كينو عشر أغنيات في القائمة، أكثر من أي فرقة أخرى واحتلت أغنية «غروبا كروڤي» المرتبة الأولى. أُدرجت صحيفة كومسومولسكايا برافدا الروسية كينو باعتبارها ثاني فرقة روسية أكثر تأثيراً على الإطلاق (بعد أليسا.) بالإضافة إلى ذلك، أُدرجت «غروبا كروڤي» كواحدة من أربعين أغنية غيرت العالم في إصدار 2007 باللغة الروسية من مجلة رولينغ ستون.
كان أسلوب تسوي الغنائي البسيط والمتعلق منفتحاً على جمهور كينو وساعد الفرقة على كسب شعبية في جميع أنحاء الاتحاد السوفيتي. وبرغم من أن موسيقاهم لم تكن سياسية بشكل مفرط والتي تزامنت مع الإصلاحات الليبرالية لميخائيل غورباتشوف مثل الغلاسنوست والبيريسترويكا، فقد أثرت على الشباب السوفيتي في المطالبة بالحرية والتغيير. بالإضافة إلى ذلك، رفع النمط الغربي لموسيقاهم من شعبية الثقافة الغربية في الاتحاد السوفيتي.
مازالت شعبية كينو قائمة في روسيا الحالية ويعتبر تسوي، على وجه الخصوص، بطلاً شعبياً. ويشار إلى شعبية الفرقة باسم «كينومانيا»، ويعرف مُغرميها باسم «كينوفيلس». يقع في موسكو، جدار تسوي، حيث يترك المشجعون رسائل للموسيقي وتعد غرفة الغلايات التي عمل بها تسوي سابقاً مزاراً لمحبي موسيقى الروك الروسية.

## أعضاء الفرقة
- فيكتور تسوي (Виктор Цой) - قائد الفرقة، عازف غيتار، عازف بيس (1981-1990؛ توفي في 1990)
- أليكسي ريبين (Алексей Рыбин) - عازف غيتار (1981-1983)
- أوليغ فالينسكي (Олег Валинский) - قارع طبول (1981-1982)
- بوريس جريبنشيكوف (Бори́с Гребенщико́в) - عازف غيتار، قارع طبول، ضابط إيقاع (1982-1985)
- ميخائيل فاسيليف (Михаил Васильев) - عازف على آلة الطبل (1982-1983)
- يوري كاسباريان (Юрий Каспарян) - العازف الرئيسي للإيتار (1983-1990)
- ألكسندر تيتوف (Александр Титов) - عازف بيس، ضابط إيقاع (1983-1986)
- أليكسي فيشنيا (Алексей Вишня) - عازف على آلة الطبل (1985-1986)
- جورجي غوريانوف (Георгий Гурьянов) - قارع طبول، ضابط إيقاع (1986-1990؛ توفي في 2013)
- إيغور تيخوميروف (Игорь Тихомиров) - بيس (1986-1990)

## وصلات خارجية
- كينو على موقع ميوزك برينز (الإنجليزية)
- كينو على موقع أول ميوزيك (الإنجليزية)
- كينو على موقع ديسكوغز (الإنجليزية)
- كينو على موقع كينوبويسك (الروسية)

- Needle (Igla)  في قاعدة بيانات الأفلام على الإنترنت (بالإنجليزية)
- فرقة كينو الروسية على الإنترنت: كينو، الترجمة الإنجليزية لكلمات الأغاني
- كينو التسجيلات من ديسكاغز.كوم
- كينو ديسكغرفي في ميوزك برينز